# 鄂霍次克深海脂鮭
鄂霍次克深海脂鮭（学名：Lipolagus ochotensis）為輻鰭魚綱水珍魚目小口兔鮭科的其中一種深海魚類，其种加词“ochotensis”意为“鄂霍次克的”。分布於北太平洋日本、鄂霍次克海、白令海到墨西哥的下加利福尼亞北部；西南太平洋澳洲海域，棲息深度0-6100公尺，體長可達16公分，棲息在表層至中層水域，生活習性不明。